# Marlene Tanczik

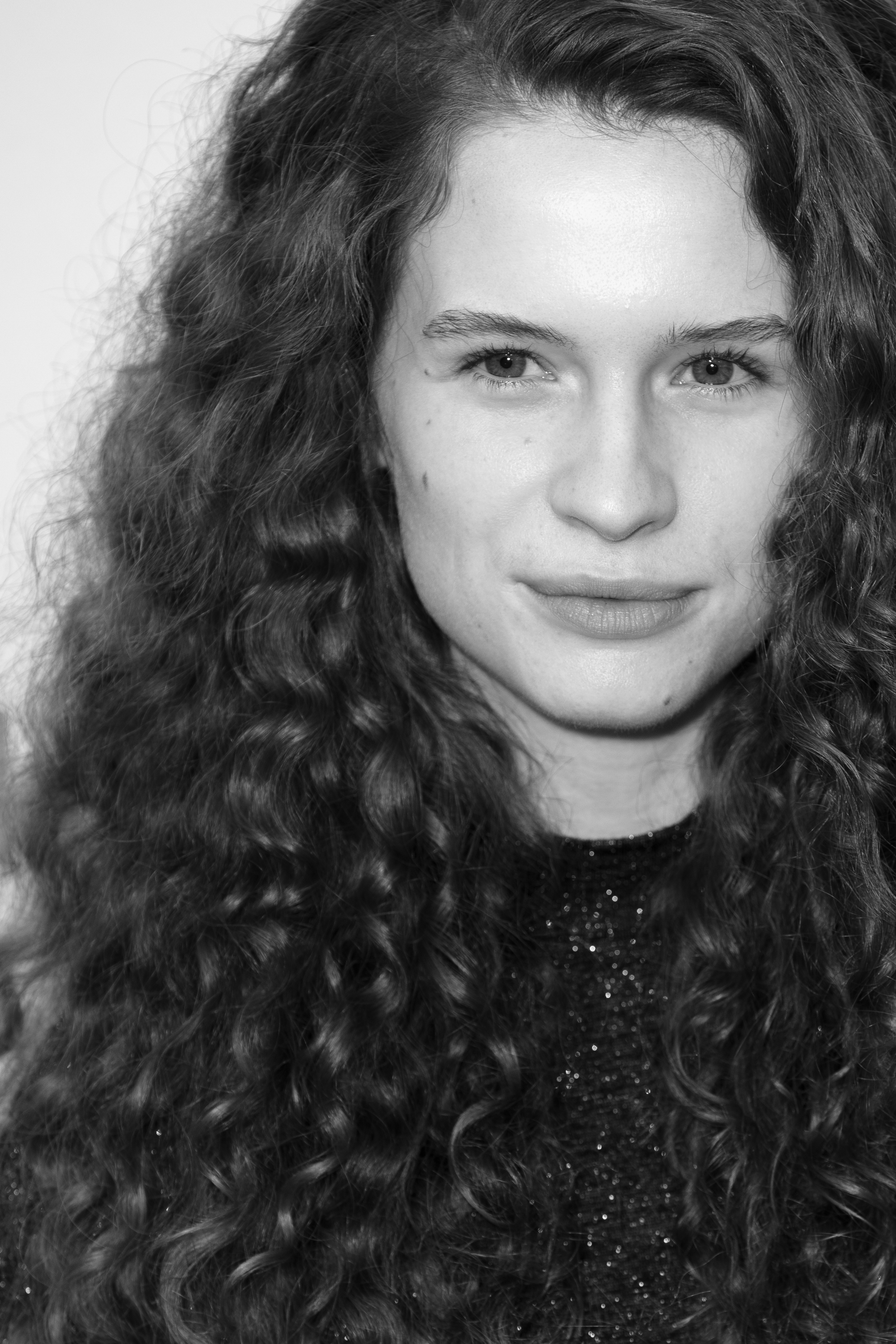
Marlene Tanczik, 2019

Marlene Tanczik (* 1993 in Dresden) ist eine deutsche Schauspielerin.

## Leben
Marlene Tanczik begann im Alter von 13 Jahren mit einer vorprofessionellen Tanzausbildung. Ihre Tanzausbildung in Ballett und Contemporary Dance erhielt sie unter anderem an der Palucca Hochschule für Tanz in Dresden, wo sie zwei Jahre studierte. Sie war Mitglied der Dance Company „Carrot Dancers“ und war an freien Tanzprojekten beteiligt.
Nach ihrem Abitur studierte sie von 2014 bis 2018 Schauspiel an der Hochschule für Musik und Theater „Felix Mendelssohn Bartholdy“ in Leipzig. Im Rahmen ihrer Ausbildung war sie während der Spielzeit 2016/17 und auch in der folgenden Spielzeit 2017/18 Mitglied im Schauspielstudio Köln. Sie war dort unter anderem in der Hamlet-Inszenierung von Stefan Bachmann zu sehen. Am Schauspiel Köln wirkte sie in der Spielzeit 2016/17 außerdem in der Uraufführung des Theaterstücks Jemand wie ich von Charlotte Roos mit. In der Spielzeit 2017/18 gehörte sie in der Rolle der Emma Baumert zum Ensemble des Hauptmann-Stücks Die Weber in der Inszenierung von Armin Petras. Seit der Spielzeit 2018/19 gehört Marlene Tanczik zum festen Darstellerensemble am neuen theater Halle, wo sie u. a. die Luise Miller in Kabale und Liebe spielte.
Seit 2015 steht sie auch für Film- und Fernsehproduktionen vor der Kamera. Im ersten Teil der vierteiligen dokumentarischen TV-Serie Der Traum von der Neuen Welt (2017) verkörperte sie Dorothea Louise Ludwig, die von Mädchenhändlern aus Deutschland in die USA gebracht wird, wo sie tageweise als Begleitmädchen an Gastwirte vermietet wird. In der ARD-Märchenverfilmung Das Wasser des Lebens (2017) spielte Marlene Tanczik, an der Seite von Gustav Schmidt als Prinz, die weibliche Hauptrolle der Prinzessin Friederike.
In der VOX-Serie Milk & Honey (2018) spielte sie eine Hauptrolle als noch minderjährige Charlie, die ihren älteren Bruder und dessen Freunde dabei unterstützt, ihren Escort-Service für Damen weiter auszubauen. In der mehrteiligen Fernseh-Dokumentation Die Eiserne Zeit (2018), die während des Dreißigjährigen Kriegs spielt, verkörperte Tanczik Anna Margareta von Haugwitz, die als 18-Jährige während des Krieges den schwedischen Heerführer Carl Gustav Wrangel heiratete. Im 13. Film der ZDF-Kriminalfilmreihe Spreewaldkrimi mit dem Titel Totentanz, der im Februar 2021 erstausgestrahlt wurde, spielte sie als eifersüchtige Freundin eines ermordeten Internet-Bloggers (Matti Schmidt-Schaller) eine der Hauptrollen. In dem TV-Thriller Der Beschützer, der im Februar 2022 auf Das Erste erstausgestrahlt wurde, spielte Tanczik als ehrgeizige Auslandsmitarbeiterin einer Schweizer Reederei und Whistleblowerin Fiona Weibel die weibliche Hauptrolle. Im zweiten Film der ARD-Krimireihe Die Toten am Meer, der im April 2022 erstausgestrahlt wurde, übernahm Tanczik von Karoline Schuch die Rolle der bulimischen Kriminalkommissarin Ria Larsen.
Marlene Tanczik lebt in Berlin.

## Filmografie
- 2017: Der Traum von der Neuen Welt (TV-Dokuserie)
- 2017: Mata Hari: Tanz mit dem Tod (Fernsehfilm)
- 2017: Das Wasser des Lebens (Fernsehfilm)
- 2018: Werk ohne Autor (Kinofilm)
- 2018: Die Eiserne Zeit – Lieben und Töten im Dreißigjährigen Krieg (TV-Dokumentation)
- 2018: Milk & Honey (Fernsehserie)
- 2020: Großstadtrevier: Das neue Revier (Fernsehserie, eine Folge)
- 2021: Spreewaldkrimi: Totentanz (Fernsehreihe)
- 2021: Für immer Eltern
- 2021: Die unheimliche Leichtigkeit der Revolution
- 2021: Der Beschützer (Fernsehfilm)
- 2022: Die Toten am Meer – Der Wikinger (Fernsehfilm)
- 2022: Ein Taxi zur Bescherung (Fernsehfilm)
- 2023: Paradise
- 2024: Blindspot (Fernsehfilm)
- 2024: Friedas Fall (Kinofilm)
- 2024: Die Toten am Meer – Tod an der Klippe (Fernsehfilm)